# 巴托洛梅贝格
巴托洛梅贝格是奥地利福拉尔贝格州布卢登茨县的一个市镇。总面积27.28平方公里，总人口2253人，人口密度82.6人/平方公里（2005年）。